# Condizionamento dei fanghi
Il condizionamento dei fanghi è un trattamento a cui vengono sottoposti i fluidi provenienti dai cicli di depurazione o potabilizzazione delle acque e che consente principalmente una maggiore disidratabilità/filtrabilità dei fanghi stessi, con conseguente maggiore efficienza durante il successivo trattamento di disidratazione, quasi sempre necessario per ridurre il volume dei fanghi e quindi il costo delle successive operazioni di trattamento e smaltimento.

Questo trattamento è utilizzato nel caso di disidratazione meccanica.

## Scopo del trattamento
Il condizionamento dei fanghi ha lo scopo principale di migliorare la loro disidratabilità e pertanto il raggiungimento di una maggiore concentrazione di secco.

Il condizionamento determina anche una migliore qualità del surnatante separato, il quale ha un minore tenore di sostanze organiche inquinanti e viene immesso nuovamente nella linea acque.

## Meccanismo
I fanghi contengono spesso elevate quantità di sostanze colloidali.

Queste sostanze sono caratterizzate da dimensioni estremamente piccole e da elevate superfici specifiche e hanno la proprietà di adsorbire le molecole di acqua, formando configurazioni munite di cariche elettriche superficiali e dotate di grande stabilità.

Uno dei mezzi per separare le sostanze colloidali dall'acqua è quello di provocare la loro coagulazione e la loro aggregazione sotto forma di flocculi pesanti sedimentabili.

In pratica questo viene ottenuto mediante un processo di condizionamento.

## Metodi di condizionamento
I metodi di condizionamento possono essere:
- chimico;
- fisico (termico).

### Condizionamento chimico
Il metodo più diffuso è quello di natura chimica e si basa sull'utilizzo di sostanze organiche o inorganiche capaci di determinare la neutralizzazione delle cariche superficiali dei colloidi, favorendone l'aggregazione.

La scelta del tipo di sostanza chimica da adottare e il relativo dosaggio ottimale va fatta caso per caso, sulla base di prove di laboratorio, tenendo anche presente i successivi processi di trattamento cui deve essere sottoposto il fango e l'impiego previsto per i residui del trattamento.

Infatti ad esempio, se il fango deve essere disidratato e successivamente sottoposto ad incenerimento, sarà conveniente utilizzare per il condizionamento delle sostanze organiche, quali i polielettroliti, che non determinano un aumento del contenuto di ceneri nei residui secchi del trattamento di incenerimento.

Viceversa, se la destinazione finale del fango disidratato è la deposizione sul terreno potrà essere preferibile utilizzare sostanze inorganiche infatti alcune sostanze inorganiche producono una parziale sterilizzazione dei fanghi, fattore questo di estrema importanza quando i fanghi vengono smaltiti per semplice deposizione.

Oltre ai metodi chimici, per il condizionamento dei fanghi, possono essere usati metodi di natura fisica.

#### Condizionanti
Le sostanze utilizzate nel condizionamento chimico possono essere di natura organica ed inorganica.

I più utilizzati sono i coagulanti inorganici che sono sostanzialmente gli stessi utilizzati nel trattamento di chiariflocculazione.

Tali reattivi appartengono a due gruppi principali:
- derivati dell'alluminio;
- derivati del ferro;
- ossido o calce viva e idrossido di calce o calce spenta.

I condizionanti inorganici più utilizzati sono:
il solfato di alluminio : la reazione principale che avviene è:
- Al2SO4 + 3Ca(HCO3)2 ↔ 3CaSO4 + 2Al(OH)3 + 6CO2

Il cloruro ferrico : la reazione principale è:
- 2FeCl3 + 3Ca(HCO3)2 ↔ 3CaCl2 + 2Fe(OH)3 +6CO2

A causa della formazione di anidride carbonica l'acqua diventa aggressiva.
- il solfato ferroso : le principali reazioni sono:
- FeSO4 + Ca(HCO3)2 → Fe(OH)2 + CaSO4 + 2CO2
- 4Fe(OH)2 +O2 +4H2O → 4Fe(OH)3.

I condizionanti organici più utilizzati sono i polielettroliti, macromolecole organiche ottenute attraverso processi di polimerizzazione, solubili in acqua o ben disperdibili, caratterizzati dalla presenza di gruppi carichi o almeno polari lungo tutta la catena.

La presenza di opportune cariche o di gruppi polari uniformemente distribuiti lungo la catena facilita l'aggregazione dei fanghi. 

Sono prodotti naturali (amidi, polisaccaridi, ecc.) o sintetici (poliammine, poliacrilammide, ecc.)

### Condizionamento fisico
Il metodo più efficace, particolarmente utile per fanghi con elevato contenuto di sostanze colloidali, è il condizionamento termico.

Questo metodo consiste, essenzialmente, in una cottura del fango ad elevata temperatura (200÷205 °C) in appositi recipienti riscaldati con vapore.

Per effetto della cottura sotto pressione, le sostanze colloidali coagulano e si agglomerano separandosi dall'acqua mentre buona parte delle sostanze organiche passano in soluzione.

Successivamente, il fango viene addensato per sedimentazione e l'acqua ricca di sostanze organiche viene riciclata negli impianti di trattamento delle acque di rifiuto.

L'uso dei metodi di condizionamento fisici non è molto diffuso poiché allo stato attuale della tecnologia essi risultano generalmente più costosi dei metodi chimici e più dispendiosi dal punta di vista energetico.

## Normativa italiana
Il condizionamento dei fanghi destinati allo spandimento sul suolo a beneficio dell'agricoltura deve avvenire secondo quanto previsto dagli articoli 27 e 28 del decreto legislativo 22/97.